# استفانی وردویا
استفانی وردویا (انگلیسی: Stephanie Verdoia؛ زادهٔ ۲ ژانویهٔ ۱۹۹۳) بازیکن فوتبال اهل ایالات متحده آمریکا است.
از باشگاه‌هایی که در آن بازی کرده‌است می‌توان به بوستون بریکرز اشاره کرد.
وی همچنین در تیم ملی فوتبال زیر ۲۳ سال زنان ایالات متحده آمریکا بازی کرده‌است.